# ویکرز ورنون
ویکرز ورنون (به انگلیسی: Vickers Vernon) یک هواپیمای ساختِ کارخانهٔ ویکرز در کشور بریتانیا است. نخستین استفاده‌کنندهٔ این هواپیما نیروی هوایی سلطنتی بریتانیا بوده‌است.